# Беласар
Беласа́р (каз. Беласар) — мавзолейный комплекс XIII—VIII веков до н. э. в Карагандинской области Казахстана.

## Общие сведения
Мавзолейный комплекс бронзового века Беласар располагается в Шетском районе Карагандинской области Казахстана, в 45 километрах от железнодорожной станции Мойынты. Он является одним из крупнейших памятников раннего периода Бегазы-Дандыбаевской культуры в Центральном Казахстане.

## Исследовательские работы
Изучение комплекса проводилось в 1957 и 1968 годах под руководством А. Маргулана и А. Оразбаева, в рамках работ Центрально-Казахстанской комплексной археологической экспедицией.

## Результаты исследований
Комплекс представляет собой около 150 отдельных квадратных сооружений на площади 42 гектара. Их характерной чертой является направление захоронений — головой на запад. В некоторых могилах имеются следы кремации.
Также обнаружены фрагменты керамики, бронзовые браслеты, позолоченные кольца, бусы и другие подобные предметы.